# 恒富庵
恒富庵（つねとみあん）とは、日本画家の北野恒富を顕彰して大阪市中央区高津1丁目1番29号にある高津宮の参道に建てられた筆塚である。

## 概要
- 恒富庵とは1959年6月に北野恒富の13回忌を記念して門人たちによって高津宮の参道に建設された筆塚を指す。
- 「北野恒富先生筆塚」の石碑が併設されており、裏面に「北野門下生葉束会」として19名の恒富門人の氏名が記されている。

## 碑文

### 碑表面
- 恒富庵         碧

### 碑裏面
- 此の碑は北野恒富先生愛用の筆を納めた筆塚である。北野先生は石川県金沢市の出身で、若くして大阪に出で当時浮世絵の大家として令名を馳せていた稲野年恒先生に画事を学び次第に天与の画才を伸長し遂に明治大正昭和の三代に亘って美人画の領域に独自の新境地を開き幾多の名作を創り、当時の日本画壇を啓蒙されたことは遍ねく人の知るところである。先生の業績は我等後進の敬仰追慕してやまざるところであって、先生の輝ける先駆的画業を後世に伝え併せて大阪画壇の隆盛を祈念する素志を遂げんため、先生旧居の跡に筆塚を建立しこの碑文を録する次第である。

- 尚碑文は先生の畏友河東碧梧桐氏の筆による。                       門下生識
- 昭和三十四年六月吉祥日之建
- 発起人  岩本一成  生田花朝 中村貞以  山口竹平
- 矢野知道人  白川朋吉  菅楯彦

## 北野恒富先生筆塚

### 碑表面
- 「北野恒富先生筆塚」

### 碑裏面
- 「北野門下生葉束会」
- 生田花朝、大森富平、難波春秋、布二富美子、樋口富麿、池田天平、大江更園、室方介、四夷星乃、森川貞継、家川弥吉、吉川長次、松田富喬、嶋成園、星加雪乃、中村貞以、松原松栄、下村富泰、城田花乃の19名の名前が刻印されている。